# Bernadette Minvielle Sánchez
Bernadette Minvielle Sánchez es una abogada y juez uruguaya nacida en Argentina, que se desempeña como Ministra de la Suprema Corte de Justicia desde 2017.

## Trayectoria
En 1982 egresa de la Universidad de la República como abogada. Al año siguiente ingresa en el Poder Judicial del Uruguay.
Se desempeñó como ministra del Tribunal de Apelaciones en lo Penal de Tercer Turno.
Ingresó a la Suprema Corte de Justicia de Uruguay en agosto de 2017, por un acuerdo entre los partidos políticos, para ocupar la vacante que dejó entonces el ministro Ricardo Pérez Manrique. En febrero de 2020, Minvielle asume la presidencia del órgano, ocupando el cargo hasta 2021, cuando fue sucedida por Tabaré Sosa Aguirre.
Fue, además, profesora de Proceso Procesal en la Universidad de la República y de Procesal Práctico y Litigación Oral en la Universidad Católica del Uruguay.